# دانشگاه آزاد اسلامی واحد بین‌الملل فرشتگان
دانشگاه آزاد اسلامی واحد بین‌الملل فرشتگان یکی از واحدهای دانشگاه آزاد اسلامی است که در سال ۱۳۹۸ در منطقه شهرک غرب تهران تأسیس شده‌ است. این دانشگاه به پیشنهاد علی مقداری و در دوران مدیریت محمدمهدی طهرانچی (ریاست عالیه دانشگاه آزاد اسلامی) با هدف خدمت رسانی به افراد جامعه با نیازهای ویژه و با محوریت افراد ناشنوا و کم شنوا ایجاد شده‌است.
واحد فرشتگان در حال حاضر با ۲۱ رشته در مقاطع کاردانی، کارشناسی و کارشناسی ارشد در حال فعالیت می‌باشد
در حال حاضر بیش از ۴۰۰ دانشجو در این دانشگاه مشغول به تحصیل هستند.

## رشته های تحصیلی
| ردیف | نام رشته                                  | گروه تحصیلی             | گروه تحصیلی       |
| ---- | ----------------------------------------- | ----------------------- | ----------------- |
| 1    | فناوری اطلاعات                            | فنی و مهندسی            | کاردانی پیوسته    |
| 2    | فناوری اطلاعات -اینترنت و شبکه های گسترده | فنی و مهندسی            | کاردانی ناپیوسته  |
| 3    | مهندسی کامپیوتر                           | فنی و مهندسی            | کارشناسی پیوسته   |
| 4    | مهندسی معماری                             | فنی و مهندسی            | کارشناسی ارشد     |
| 5    | فتوگرافیک عکاسی                           | هنر و معماری            | کاردانی پیوسته    |
| 6    | کاردانی حرفه ای هنرهای تجسمی-عکاسی        | هنر و معماری            | کاردانی ناپیوسته  |
| 7    | هنرهای تجسمی-گرافیک                       | هنر و معماری            | کاردانی ناپیوسته  |
| 8    | طراحی لباس                                | هنر و معماری            | کارشناسی پیوسته   |
| 9    | طراحی و ساخت طلا و جواهر                  | هنر و معماری            | کارشناسی پیوسته   |
| 10   | نقاشی                                     | هنر و معماری            | کارشناسی پیوسته   |
| 11   | معماری داخلی                              | هنر و معماری            | کارشناسی پیوسته   |
| 12   | کارشناسی حرفه ای عکاسی- تبلیغات           | هنر و معماری            | کارشناسی ناپیوسته |
| 13   | مترجمی زبان اشاره ایرانی                  | علوم انسانی             | کاردانی پیوسته    |
| 14   | مترجمی زبان اشاره ایرانی                  | علوم انسانی             | کارشناسی پیوسته   |
| 15   | مترجمی زبان انگلیسی                       | علوم انسانی             | کارشناسی پیوسته   |
| 16   | حسابداری                                  | علوم انسانی             | کارشناسی پیوسته   |
| 17   | زبان شناسی-ناشنوائی                       | علوم انسانی             | کارشناسی ارشد     |
| 18   | روانشناسی                                 | علوم انسانی             | کارشناسی پیوسته   |
| 19   | تربیت بدنی و علوم ورزشی                   | علوم ورزشی و تربیت بدنی | کارشناسی پیوسته   |
| 20   | فیزیولوژی ورزشی-فیزیولوژی ورزشی کاربردی   | علوم ورزشی و تربیت بدنی | کارشناسی ارشد     |
| 21   | زبان شناسی کاربردی ( آموزش زبان انگلیسی)  | علوم انسانی             | کارشناسی ارشد     |

## روسا دانشگاه
| ردیف | رئیس       | دوره مسئولیت | محل اخذ دکترا     | رشته تحصیلی            |
| ---- | ---------- | ------------ | ----------------- | ---------------------- |
| ۱    | علی مقداری | ۱۳۹۸ تاکنون  | دانشگاه نیومکزیکو | مهندسی مکانیک و رباتیک |